# Windows Live Messenger Mobile
 (septembre 2020).
Si vous disposez d'ouvrages ou d'articles de référence ou si vous connaissez des sites web de qualité traitant du thème abordé ici, merci de compléter l'article en donnant les références utiles à sa vérifiabilité et en les liant à la section « Notes et références ».
Windows Live Messenger Mobile est une version de Windows Live Messenger destinée à être utilisée sur des appareils mobiles. Il existe une version compatible WAP qui peut être utilisée sur n'importe quel appareil mobile et aussi des versions spécifiques conçues pour les terminaux Windows Mobile et Nokia Series 60.

## Java ME

### Nokia Series 40
Le client Windows Live Messenger Mobile est diffusé en tant qu'application Java ME et sur les appareils mobiles tels que Nokia 7610, Nokia 7510, Nokia 7210, Nokia 6700c, Nokia 6600s, Nokia 6303c, Nokia 6260s, Nokia 5220, Nokia 5130XM, Nokia 3720c, Nokia 3710f, Nokia 3600s, Nokia 2730c, Nokia 2700c, Nokia 5530, Nokia 6303c et Nokia X3.

### Sony Ericsson
Le client Windows Live Messenger Mobile est également disponible sur la plupart des séries Sony Ericsson en tant qu'application Java ME.